# 宮城 (沖縄県)
宮城（みやぎ、みやぐすく）は、沖縄県の各地に見られる地名。かつては「みゃーぐすく」「なーぐすく」などと呼称された地域である。これらの地名に由来する宮城姓は非常に多く、沖縄県の名字ランキング第4位である。
- 沖縄県那覇市宮城（みやぐすく）
- 沖縄県浦添市宮城（みやぎ）
- 沖縄県うるま市与那城宮城（よなしろみやぎ）- 与勝諸島を構成する宮城島の東側を占める字。住所は合併前の旧町名を冠して表記する。
- 沖縄県国頭郡大宜味村宮城（みやぎ）
  - 塩屋湾にある宮城島。
- 沖縄県中頭郡北谷町宮城（みやぎ）
- 沖縄県島尻郡南風原町宮城（みやぐすく）

## 宮城 (那覇市)

### 概要
那覇市小禄支所管内の一地域で、大部分を自衛隊施設が占めている。

### 隣接地域
- 大嶺
- 当間
- 高良
- 具志

## 宮城 (浦添市)

### 概要
浦添市西部の一地域で、国道58号より東シナ海側はアメリカ海兵隊の兵站基地「牧港補給地区（Camp Kinser）」が占めている。牧港補給地区部分は住居表示未実施で字宮城のまま、その他の地域は住居表示が実施されており一丁目から六丁目まである。

### 主要施設

#### 宮城一丁目
- 浦添宮城郵便局

#### 宮城二丁目
- 宮城自治会館
- 宮城公園

#### 宮城三丁目
- 浦添市立宮城小学校
- 浦添市立宮城幼稚園
- チョンダ公園
- 宮の浦公園

#### 宮城四丁目
- JAおきなわ小湾支店
- 大宮公園

#### 宮城五丁目
- 北那覇税務署
- 琉球銀行内間支店

#### 宮城六丁目
- 小湾自治会館
- 小湾児童公園

### 隣接地域
- 屋富祖
- 大平
- 内間
- 仲西

## 与那城宮城

### 概要
与勝諸島を構成する宮城島の東側を占める字。

### 主要施設
- うるま市立宮城中学校
- うるま市立宮城小学校

### 隣接地域
- 与那城上原
- 与那城池味